# Talpa Studios
Talpa Studios, voorheen Talpa Entertainment Productions (TEP), is een Nederlands productiehuis van Talpa Holding N.V., opgericht in 2019. Dit bedrijf richt zich grotendeels op zogeheten inhouseproducties voor de televisiezenders van Talpa Network, maar sinds 2023 produceert Talpa Studios ook producties voor andere zenders, waaronder die van RTL Nederland. Daarnaast is het bedrijf betrokken bij de ontwikkeling van formats die het niet zelf produceert.
Na het afscheid van Endemol in 2000 startte John de Mol in 2003 met een productiemaatschappij met de naam Talpa Producties. Deze maatschappij werd in 2015 verkocht aan ITV Studios Netherlands. Met Talpa Entertainment Productions startte De Mol zijn derde televisieproductiemaatschappij.
In september 2023 ging Talpa Entertainment Productions verder onder de naam Talpa Studios. Gedurende datzelfde jaar werd er ook een strategische samenwerking aangegaan met Signal.Stream met als doel nieuwe formats te ontwikkelen en internationaal te distribueren. Het eerste programma dat voortkwam uit deze samenwerking is het door Jan Versteegh gepresenteerde No Way Back.
Verschillende formats van Talpa Studios zijn internationaal verkocht, waaronder Marble Mania, Million Dollar Island en The Floor.
Talpa Concepts, onderdeel van Talpa Studios, is een gespecialiseerde afdeling die zich voornamelijk bezighoudt met het creëren van non-scripted content.

## Producties
| Talpa Studios producties              | Talpa Studios producties | Talpa Studios producties | Talpa Studios producties                                                                         |
| Titel                                 | Zender                   | Lancering                | Met medewerking van                                                                              |
| ------------------------------------- | ------------------------ | ------------------------ | ------------------------------------------------------------------------------------------------ |
| Wie het laatst lacht...               | SBS6                     | 2019                     | Wendy van Dijk                                                                                   |
| 100 jaar jong                         | SBS6                     | 2019                     | Gordon Heuckeroth                                                                                |
| Lang leve de liefde                   | SBS6                     | 2019                     |                                                                                                  |
| Linda's Zomerweek                     | SBS6                     | 2020                     | Linda de Mol                                                                                     |
| De 5 Uur Show                         | SBS6                     | 2020                     | Brecht van Hulten, Carolina Lo Galbo en Roos Schlikker                                           |
| Koffietijd                            | RTL 4                    | 2020                     | Quinty Trustfull, Loretta Schrijver, Pernille La Lau, Vivian Slingerland en Patrick Martens      |
| BINGO! De 100.000 euro quiz           | SBS6                     | 2020                     | Jan Versteegh                                                                                    |
| Split Screen                          | SBS6                     | 2020                     | Rolf Wouters                                                                                     |
| Top 4000 Muziekquiz                   | SBS6                     | 2020                     | Gerard Ekdom                                                                                     |
| Crisis in de tent                     | SBS6                     | 2020                     | Herman den Blijker en Annemarie van Gaal                                                         |
| Deze quiz is voor jou                 | SBS6                     | 2020                     | Linda de Mol                                                                                     |
| Hoge Bomen                            | SBS6                     | 2020                     | Jeroen van der Boom                                                                              |
| Kinderen kopen een huis               | SBS6                     | 2021                     | Leonie ter Braak                                                                                 |
| Marble Mania                          | SBS6                     | 2021                     | Winston Gerschtanowitz                                                                           |
| Onmogelijke duetten                   | SBS6                     | 2021                     | Nick & Simon                                                                                     |
| De Radio 10 Songfestivalquiz          | SBS6                     | 2021                     | Gerard Ekdom                                                                                     |
| De Beste Liedjes van het Songfestival | SBS6                     | 2021                     | Jeroen van der Boom                                                                              |
| Het Jachtseizoen                      | SBS6                     | 2021                     | StukTV                                                                                           |
| 10 voor Taal                          | SBS6                     | 2021                     | Harm Edens                                                                                       |
| Ik neem je mee                        | SBS6                     | 2021                     | Onder andere Wendy van Dijk, Winston Gerschtanowitz en Gordon Heuckeroth                         |
| Car Wars                              | SBS6                     | 2021                     | Winston Gerschtanowitz                                                                           |
| Beat Me: The Five Knock-Outs          | SBS6                     | 2021                     | Frank Dane                                                                                       |
| De VriendenLoterij Dansmarathon       | SBS6                     | 2021                     | Onder andere Wendy van Dijk en Jan Versteegh                                                     |
| Dating Quiz                           | SBS6                     | 2021                     | Linda de Mol                                                                                     |
| Missions Impossible                   | SBS6                     | 2021                     | Jan Versteegh, Hélène Hendriks, Leo Alkemade en Dennis van der Geest                             |
| Wie kent Nederland?                   | SBS6                     | 2021                     | Wendy van Dijk                                                                                   |
| The Big Balance                       | SBS6                     | 2021                     | Hélène Hendriks                                                                                  |
| The Tribute: Battle of the Bands      | SBS6                     | 2022                     | Gerard Ekdom                                                                                     |
| Million Dollar Island                 | SBS6                     | 2022                     | Dennis van der Geest en Ingeborg Sergeant                                                        |
| Chateau Bijstand                      | SBS6                     | 2022                     | Martien Meiland, Erica Renkema en Maxime Meiland                                                 |
| I Want Your Song                      | SBS6                     | 2022                     | Snelle                                                                                           |
| Vier is te veel                       | SBS6                     | 2022                     | Sander Lantinga                                                                                  |
| Think Inside The Box                  | SBS6                     | 2022                     | Richard Groenendijk                                                                              |
| De Hollandse Nieuwe                   | SBS6                     | 2022                     | Jeroen van der Boom                                                                              |
| Liedje op het eerste gezicht          | SBS6                     | 2022                     | Wendy van Dijk en Edsilia Rombley                                                                |
| The Floor                             | RTL 4                    | 2023                     | Edson da Graça                                                                                   |
| Ministars                             | SBS6                     | 2023                     | Wendy van Dijk en Britt Dekker                                                                   |
| Casino Royaal                         | SBS6                     | 2023                     | Kees Tol                                                                                         |
| Avastars                              | SBS6                     | 2023                     | Kelvin Boerma                                                                                    |
| Marcel & Gijs                         | SBS6                     | 2023                     | Marcel van Roosmalen en Gijs Groenteman                                                          |
| De kwis met ballen                    | SBS6                     | 2023                     | Johnny de Mol                                                                                    |
| Lettrix                               | SBS6                     | 2023                     | Dyantha Brooks en Patrick Martens                                                                |
| The Talent Scouts                     | SBS6                     | 2023                     | Kelvin Boerma                                                                                    |
| Date smakelijk                        | SBS6                     | 2023                     | Patrick Martens en Georgina Verbaan                                                              |
| De Bondgenoten                        | SBS6                     | 2023                     | Jan Versteegh                                                                                    |
| Ranking The Talent                    | SBS6                     | 2023                     | Johnny de Mol                                                                                    |
| The Jump                              | RTL 4                    | 2023                     | Marieke Elsinga                                                                                  |
| My Tribute to Elvis                   | SBS6                     | 2024                     | Rob Kemps en Bouke Scholten                                                                      |
| Een eigen huis                        | Net5                     | 2024                     | Natasja Froger en René Froger                                                                    |
| JA of NEE?                            | SBS6                     | 2024                     | Kelvin Boerma en Britt Dekker                                                                    |
| De quizmarathon                       | SBS6                     | 2024                     | Rob Kamphues                                                                                     |
| 3 Minutes of Fame                     | SBS6                     | 2024                     | Wendy van Dijk, Sanne Hans, Mart Hoogkamer, Snelle, Jaap Reesema en Roxeanne Hazes               |
| De beste wensen                       | SBS6                     | 2024                     | Onder andere Johnny de Mol, Linda de Mol, Wilfred Genee, Martien Meiland, Tim Klijn en Noa Vahle |
| Trivial Pursuit                       | The CW                   | 2024                     | LeVar Burton                                                                                     |
| The Headliner                         | RTL 4                    | 2025                     | Jim Bakkum en Marieke Elsinga                                                                    |
| Het Holland Huis                      | SBS6                     | 2025                     | Roxeanne Hazes                                                                                   |
| Het waren 2 fantastische dagen        | SBS6                     | 2025                     | [ 31 ]                                                                                           |
| Your Place or Mine                    | SBS6                     | 2025                     | [ 32 ]                                                                                           |
| Briljante breinen                     | RTL 4                    | 2025                     | Linda de Mol                                                                                     |
| Talpa Concepts ontwikkelingen         |                          |                          |                                                                                                  |
| Titel                                 | Zender                   | Lancering                | Met medewerking van                                                                              |
| Moordfeest                            | SBS6                     | 2023                     | Hans Kesting                                                                                     |
| No Way Back                           | SBS6                     | 2024                     | Jan Versteegh en Ray Klaassens                                                                   |